# 查爾瓦科查山 (莫羅科查區)
11°30′43″S 76°08′09″W / 11.51194°S 76.13583°W
查爾瓦科查山（Challwaqucha），是秘魯的山峰，位於該國中部胡寧大區，由堯利省的莫羅科查區負責管轄，屬於安地斯山脈的一部分，海拔高度5,000米。